# Filiberto de Tournus
Filiberto (Eauze, 616 - Noirmoutier, 20 de agosto de 684), também conhecido como Filiberto de Jumièges, de Noirmoutier ou de Tournus, foi fundador e abade dos mosteiros de Jumièges, Pavilly e Noirmoutier e é venerado como santo da Igreja Católica.

## Biografia
Nascido de família gascoa, filho de Filibaldo, bispo de Aire, Filiberto foi enviado ainda jovem para a corte de Dagoberto I e educado na escola palaciana. Em 636 se fez monge da abadia beneditina de Rebais. Para aprofundar o conhecimento da tradição monástica, dedicou-se largamente ao estudo das Regras antigas e visitou a abadia de Luxeuil.
No término de sua viagem, o santo se encontrou com Audoeno, bispo de Rouen, que estava fazendo a difusão da vida monástica em sua diocese. Em 654, fundou a abadia beneditina masculina de Jumièges, consagrada a São Pedro, e, em 662, a feminina,  em Pavilly.
Em 675, por ser opositor, foi condenado ao exílio. Depois de um período de reclusão retornou a Poitiers e fundou um novo monastério.
Só em 684 é que pôde retornar à abadia de Jumièges, onde faleceu.
Memória litúrgica em 20 de agosto.